# Limbach bei Neudau
Limbach bei Neudau ist eine ehemalige Gemeinde mit damals 351 Einwohnern (Stand 1. Jänner 2015) im Bezirk Hartberg-Fürstenfeld in der Steiermark (Österreich).
Mit 1. Jänner 2015 wurde ihr Gebiet aufgeteilt auf die:
- Marktgemeinde Bad Waltersdorf (Katastralgemeinde Oberlimbach, 418,28 ha)
- Marktgemeinde Neudau (Katastralgemeinde Unterlimbach 352,19 ha)

Grundlage dafür ist die steiermärkische Gemeindestrukturreform.

## Geografie

### Geografische Lage
Limbach bei Neudau liegt im oststeirischen Hügelland ca. 12 km südöstlich der Bezirkshauptstadt Hartberg und ca. 45 km östlich der Landeshauptstadt Graz. Das Gebiet befindet sich zwischen dem Tal der Safen und dem Tal der Lafnitz und zur Lafnitz hin entwässert.

### Gliederung
Die Gemeinde setzte sich aus den beiden Katastralgemeinden und gleichnamigen Ortschaften Oberlimbach (110 Einwohner) und Unterlimbach (227 Einwohner) zusammen (Stand: 1. Jänner 2024).

### Ehemalige Nachbargemeinden
| Sebersdorf      | Buch-St. Magdalena                          | Wörth an der Lafnitz |
| Sebersdorf      | Kompassrose, die auf Nachbargemeinden zeigt | Neudau               |
| Bad Waltersdorf | Neudau                                      | Neudau               |

## Bevölkerungsentwicklung der ehemaligen Gemeinde

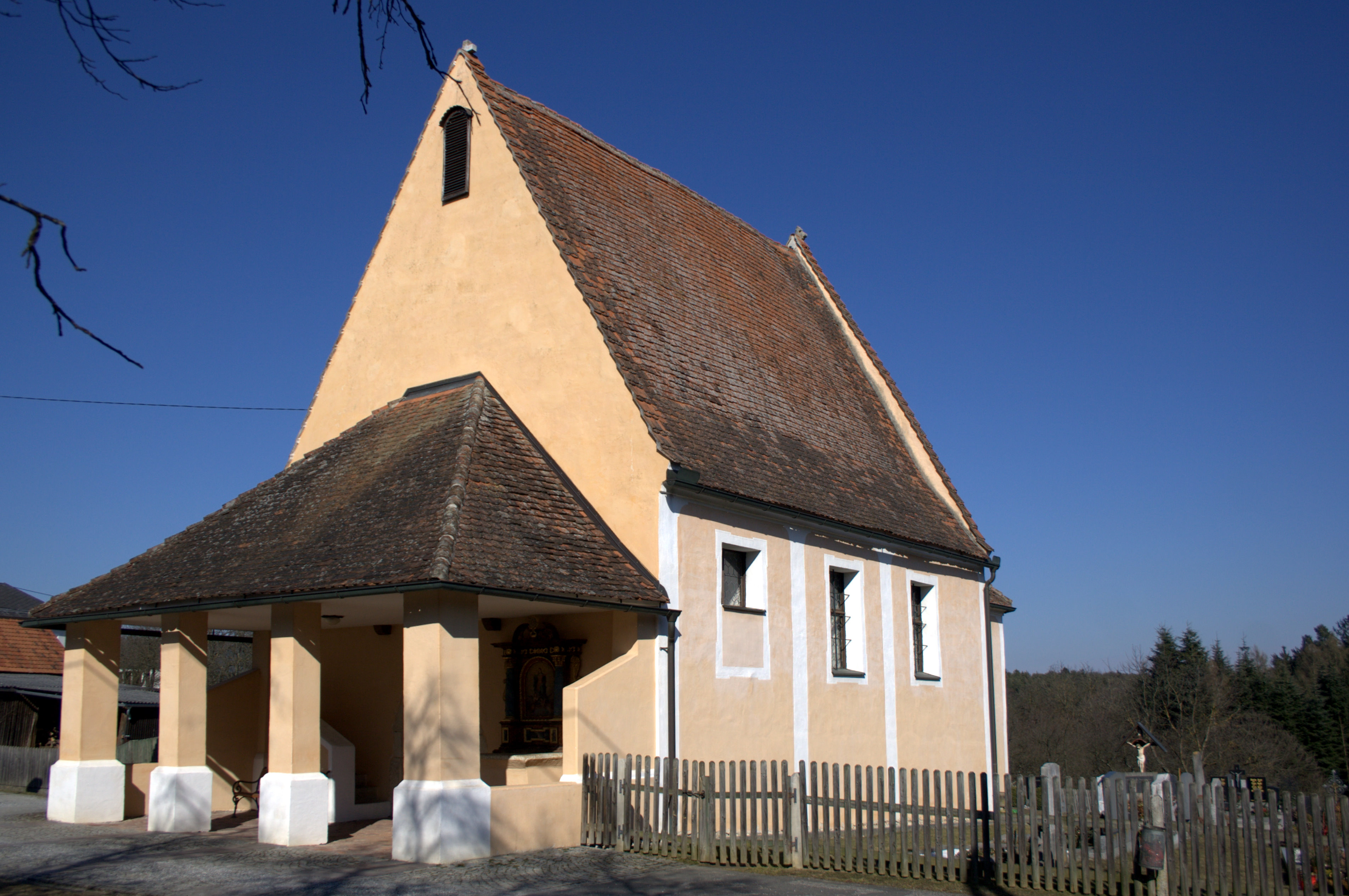
Kirche Unterlimbach

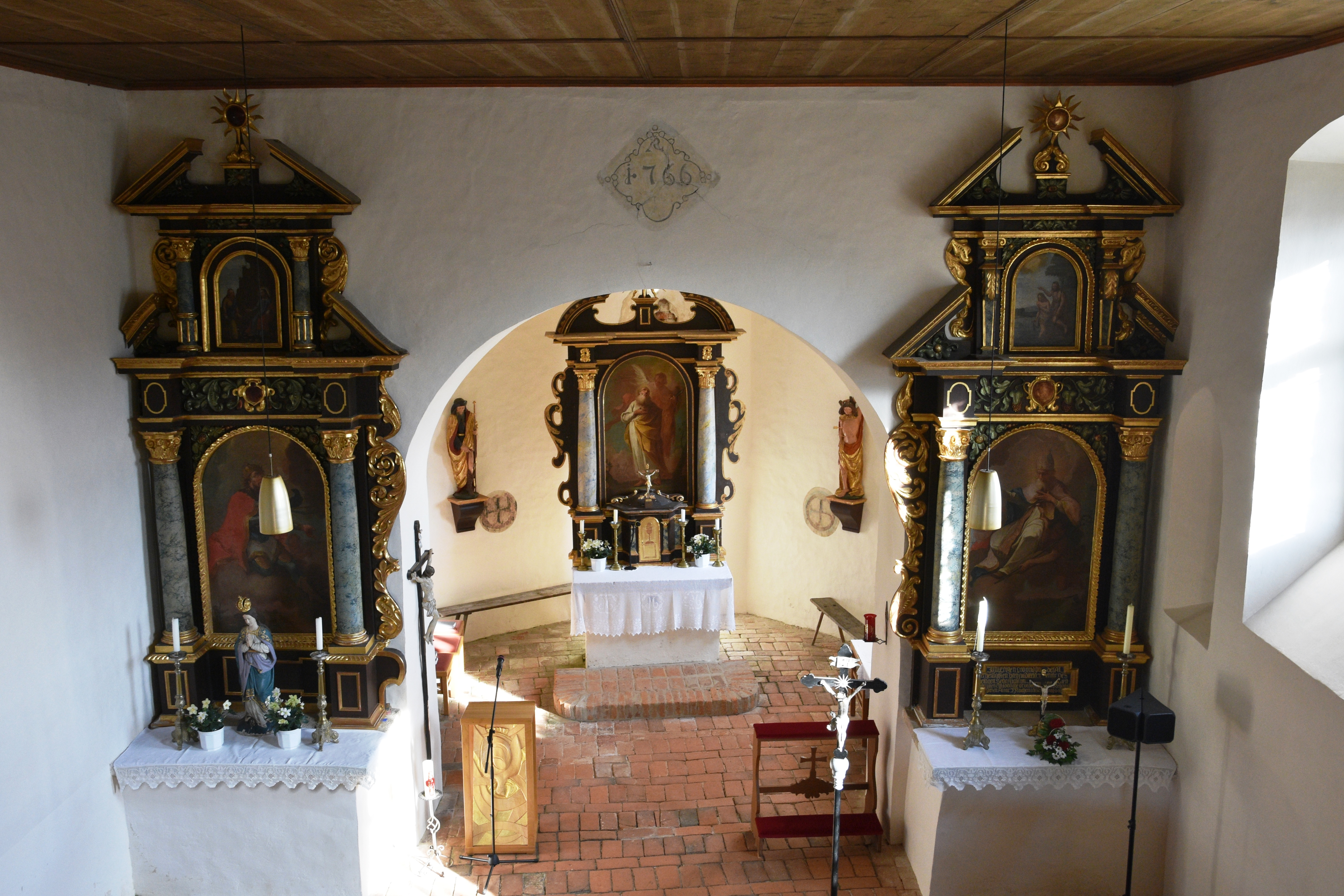
Innenraum der Kirche

| Jahr      | 1869 | 1880 | 1890 | 1900 | 1910 | 1923 | 1934 | 1939 |
| --------- | ---- | ---- | ---- | ---- | ---- | ---- | ---- | ---- |
| Einwohner | 271  | 298  | 282  | 245  | 268  | 282  | 259  | 268  |
| Jahr      | 1951 | 1961 | 1971 | 1981 | 1991 | 2001 | 2011 | 2014 |
| Einwohner | 253  | 255  | 277  | 301  | 308  | 331  | 330  | 351  |

## Wirtschaft und Infrastruktur

### Verkehr
Limbach bei Neudau liegt an der Landesstraße von Sebersdorf nach Neudau. Die Süd Autobahn A 2 von Wien nach Graz ist etwa fünf Kilometer entfernt und über die Anschlussstelle Sebersdorf / Bad Waltersdorf (126) zu erreichen. Die Güssinger Straße B 57 von Oberwart nach Güssing ist etwa zehn Kilometer entfernt.
Limbach bei Neudau hat keinen Eisenbahnanschluss. Allerdings besteht in der Nachbargemeinde Bad Waltersdorf Zugang zur Thermenbahn mit zweistündlichen Regionalzug-Verbindungen nach Wien und Fehring.
Der Flughafen Graz ist ca. 65 km entfernt.

## Politik

### Gemeinderat
Die letzten Gemeinderatswahlen brachten die folgenden Ergebnisse:
| Partei                       | 2010    | 2010    | 2010    | 2005 | 2005 | 2005 | 2000 | 2000 | 2000 | 1995 | 1995 | 1995 | 1990 | 1990 | 1990 |
| Partei                       | Stimmen | %       | Mandate | St.  | %    | M.   | St.  | %    | M.   | St.  | %    | M.   | St.  | %    | M.   |
| ---------------------------- | ------- | ------- | ------- | ---- | ---- | ---- | ---- | ---- | ---- | ---- | ---- | ---- | ---- | ---- | ---- |
| ÖVP                          | 196     | 74,24   | 7       | 173  | 70   | 7    | 150  | 65   | 7    | 126  | 56   | 5    | 125  | 60   | 6    |
| SPÖ                          | 063     | 23,86   | 2       | 064  | 26   | 2    |      |      |      |      |      |      | 029  | 14   | 1    |
| FPÖ                          | 005     | 01,89   | 0       | 09   | 04   | 0    | 018  | 08   | 0    | 043  | 19   | 2    |      |      |      |
| Bürgerliste                  |         |         |         |      |      |      |      |      |      |      |      |      | 055  | 26   | 2    |
| Bündnis 95 (Bürgerliste/SPÖ) |         |         |         |      |      |      | 062  | 27   | 2    | 058  | 25   | 2    |      |      |      |
| Wahlbeteiligung              | 97,07 % | 97,07 % | 97,07 % | 93 % | 93 % | 93 % | 92 % | 92 % | 92 % | 95 % | 95 % | 95 % | 94 % | 94 % | 94 % |

### Bürgermeister
Letzter Bürgermeister war Johann Gmoser (ÖVP), Vizebürgermeister Kurt Gradwohl (ÖVP).

### Wappen
Die Verleihung des Gemeindewappens erfolgte mit Wirkung vom 1. Juni 1996.

Blasonierung:
„Zwischen goldenen Flanken im Lindenblattschnitt in Rot pfahlweise im Wechsel golden drei Kreuze und zwei Laubkronen.“

## Persönlichkeiten

### Ehrenbürger
- 2010: Franz Pieber, Bürgermeister von Limbach bei Neudau 1961–1987